# Abdelmounaïm Dilami
Abdelmounaïm Dilami est journaliste et patron de presse marocain né à Fès en 1950. Docteur d’Etat en droit public et sciences politiques de l’Université de Grenoble il est professeur de stratégie et de droit à l’Université Mohammed V de Rabat.
Abdelmounaïm Dilami est PDG du groupe de presse Eco-Médias propriétaire du quotidien économique L'Économiste, son confrère arabophone Assabah et de la station de radio Atlantic. Il est le directeur de publication et le manager de ces deux journaux.
Par ailleurs, Dilami est président de la Fédération marocaine des éditeurs de presse, vice-président de l’Union internationale de la presse francophone, président de l’Association des politologues africains et observateur international des processus électoraux accrédité auprès de l’Organisation internationale de la francophonie.